# Joe Young
Joe Young, född 4 juli, 1889, död 21 april, 1939, var en textförfattare. Han var född i New York, New York. Young var mest aktiv från 1911 till 1930-talet, då han började sin karriär som sångare för olika musikutgivare. Under första världskriget, underhöll han de amerikanska trupperna runtom i Europa som sångare.
Joe Young dog i New York, New York. Han blev inskriven i Songwriters Hall of Fame 1970.